# The Old Place
Small Notes Regarding the Arts at Fall of 20th Century
Pour plus de détails, voir Fiche technique et Distribution.
The Old Place : Small Notes Regarding the Arts at Fall of 20th Century (litt. « Le Vieux Coin : Petites notes concernant les arts à la fin du XXe siècle ») est un essai cinématographique franco-américain réalisé par Jean-Luc Godard et Anne-Marie Miéville tourné en 1998 et sorti en 2000.

## Synopsis
Essai sur le rôle des arts à la fin du XXe siècle commandé par le Musée d'art moderne (MoMA) de New York.
Les producteurs délégués du film sont Mary Lee Bundy, conservatrice en chef du musée, et Colin McCabe, critique de cinéma et ami de longue date de Godard ayant écrit l'ouvrage biographique Godard (2007) et ayant produit de nombreux films documentaires ainsi que co-produit Soft and Hard (1986) de Godard et Miéville.

## Fiche technique
- Titre original : The Old Place: Small Notes Regarding the Arts at Fall of 20th Century[2] (litt. « Le Vieux Coin[1] : Petites notes concernant les arts à la fin du XXe siècle »)
- Réalisation : Jean-Luc Godard et Anne-Marie Miéville
- Son : François Musy
- Production : Mary Lea Bandy, Colin MacCabe
- Durée : 47 minutes
- Dates de sortie :
  - France : juillet 2000 (Cinémathèque française à Paris) ; novembre 2001 (Centre Pompidou à Paris)
  - États-Unis : 2002 (Musée d'art moderne de New York)

## Distribution
- Jean-Luc Godard
- Anne-Marie Miéville
- Sharon Stone (images d'archives)